# Vreden
Vreden település Németországban, azon belül Észak-Rajna-Vesztfália tartományban. Lakosainak száma 23 265 fő (2023. december 31.). Vreden Winterswijk, Ahaus és Stadtlohn községekkel határos.

## Népesség
A település népességének változása:
| Lakosok száma | 17 801 | 22 462 | 22 561 | 22 641 | 22 758 | 23 161 | 23 265 |
|               | 1975   | 2014   | 2017   | 2019   | 2021   | 2022   | 2023   |